# Leonardo Koutris
Leonardo Pablo Koutris (Grieks: Λεονάρντο Κούτρης) (Ribeirão Preto, 23 juli 1995) is een Grieks-Braziliaans voetballer die doorgaans speelt als linksback. In januari 2023 verruilde hij Olympiakos voor Pogoń Szczecin. Koutris maakte in 2018 zijn debuut in het Grieks voetbalelftal.

## Clubcarrière
Koutris speelde in de jeugd van Niki Rodos en stapte in 2011 over naar Ergotelis. Bij deze club debuteerde hij in het seizoen 2012/13, maar in drieënhalf jaar wist de verdediger geen vaste sleutelrol te veroveren in het team. Hierop stapte hij over naar PAS Giannina. In zijn eerste halve jaar kwam Koutris slechts tot één wedstrijd, maar vanaf de zomer van 2016 speelde de linksachter een belangrijkere rol. Het seizoen 2016/17 leverde drieëndertig officiële wedstrijden op en de Griek maakte ook zijn Europese debuut. Koutris stapte in de zomer van 2017 voor circa zeshonderdduizend euro over naar Olympiakos, waar hij zijn handtekening zette onder een verbintenis voor de duur van vier seizoenen. In januari 2020 huurde RCD Mallorca hem voor een half seizoen. Na zijn terugkeer werd hij direct verhuurd aan Fortuna Düsseldorf, voor twee seizoenen. In januari 2023 liet Koutris Olympiakos definitief achter zich, toen Pogoń Szczecin hem overnam en voor drieënhalf jaar vastlegde.

## Clubstatistieken
| Seizoen | Club                 | Competitie       | Competitie | Competitie | Beker | Beker | Internationaal | Internationaal | Totaal | Totaal |
| Seizoen | Club                 | Competitie       | Wed.       | Dlp.       | Wed.  | Dlp.  | Wed.           | Dlp.           | Wed.   | Dlp.   |
| ------- | -------------------- | ---------------- | ---------- | ---------- | ----- | ----- | -------------- | -------------- | ------ | ------ |
| 2012/13 | Ergotelis            | Football League  | 2          | 0          | 0     | 0     | —              | —              | 2      | 0      |
| 2013/14 | Ergotelis            | Super League     | 4          | 0          | 0     | 0     | —              | —              | 4      | 0      |
| 2014/15 | Ergotelis            | Super League     | 11         | 0          | 3     | 1     | —              | —              | 14     | 1      |
| 2015/16 | Ergotelis            | Football League  | 13         | 0          | 5     | 0     | —              | —              | 18     | 0      |
| 2015/16 | PAS Giannina         | Super League     | 1          | 0          | 0     | 0     | —              | —              | 1      | 0      |
| 2016/17 | PAS Giannina         | Super League     | 28         | 0          | 3     | 0     | 2              | 1              | 33     | 1      |
| 2017/18 | Olympiakos           | Super League     | 21         | 1          | 3     | 0     | 9              | 0              | 32     | 1      |
| 2018/19 | Olympiakos           | Super League     | 17         | 0          | 4     | 0     | 3              | 0              | 24     | 0      |
| 2019/20 | Olympiakos           | Super League     | 6          | 0          | 2     | 0     | 1              | 0              | 9      | 0      |
| 2019/20 | → RCD Mallorca       | Primera División | 2          | 0          | 0     | 0     | —              | —              | 2      | 0      |
| 2020/21 | → Fortuna Düsseldorf | 2. Bundesliga    | 15         | 0          | 1     | 0     | —              | —              | 16     | 0      |
| 2021/22 | → Fortuna Düsseldorf | 2. Bundesliga    | 12         | 0          | 1     | 0     | —              | —              | 13     | 0      |
| 2022/23 | Olympiakos           | Super League     | 1          | 0          | 0     | 0     | 0              | 0              | 1      | 0      |
| 2022/23 | Pogoń Szczecin       | Ekstraklasa      | 16         | 2          | 0     | 0     | —              | —              | 16     | 2      |
| 2023/24 | Pogoń Szczecin       | Ekstraklasa      | 33         | 1          | 5     | 0     | 4              | 0              | 42     | 1      |
| 2024/25 | Pogoń Szczecin       | Ekstraklasa      | 30         | 0          | 5     | 1     | —              | —              | 35     | 1      |
| Totaal  | Totaal               | Totaal           | 212        | 4          | 32    | 2     | 19             | 1              | 263    | 7      |

Bijgewerkt op 30 april 2025.

## Interlandcarrière
Koutris maakte zijn debuut in het Grieks voetbalelftal op 15 november 2018, toen met 1–0 gewonnen werd van Finland door een eigen doelpunt van Albin Granlund. Koutris mocht van bondscoach Angelos Anastasiadis in de basis beginnen en speelde het gehele duel mee. De andere debutant dit duel was Odisseas Vlachodimos (Benfica).
| Interlands van Leonardo Koutris voor Griekenland | Interlands van Leonardo Koutris voor Griekenland | Interlands van Leonardo Koutris voor Griekenland | Interlands van Leonardo Koutris voor Griekenland | Interlands van Leonardo Koutris voor Griekenland | Interlands van Leonardo Koutris voor Griekenland | Interlands van Leonardo Koutris voor Griekenland |
| №                                                | Datum                                            | Wedstrijd                                        | Uitslag                                          | Competitie                                       | Goals                                            |                                                  |
| Als speler bij Olympiakos                        | Als speler bij Olympiakos                        | Als speler bij Olympiakos                        | Als speler bij Olympiakos                        | Als speler bij Olympiakos                        | Als speler bij Olympiakos                        | Als speler bij Olympiakos                        |
| ------------------------------------------------ | ------------------------------------------------ | ------------------------------------------------ | ------------------------------------------------ | ------------------------------------------------ | ------------------------------------------------ | ------------------------------------------------ |
| 1                                                | 15 november 2018                                 | Griekenland – Finland                            | 1 – 0                                            | Nations League 2018/19                           |                                                  |                                                  |
| 2                                                | 23 maart 2019                                    | Liechtenstein – Griekenland                      | 0 – 2                                            | EK 2020 kwalificatie                             |                                                  |                                                  |
| 3                                                | 26 maart 2019                                    | Bosnië en Herzegovina – Griekenland              | 2 – 2                                            | EK 2020 kwalificatie                             |                                                  |                                                  |
| 4                                                | 30 mei 2019                                      | Turkije – Griekenland                            | 2 – 1                                            | Vriendschappelijk                                |                                                  |                                                  |
| 5                                                | 11 juni 2019                                     | Griekenland – Armenië                            | 2 – 3                                            | EK 2020 kwalificatie                             |                                                  |                                                  |
| Als speler bij Fortuna Düsseldorf                |                                                  |                                                  |                                                  |                                                  |                                                  |                                                  |
| 6                                                | 3 juni 2021                                      | België – Griekenland                             | 1 – 1                                            | Vriendschappelijk                                |                                                  |                                                  |
| 7                                                | 1 september 2021                                 | Zwitserland – Griekenland                        | 2 – 1                                            | Vriendschappelijk                                |                                                  |                                                  |

Bijgewerkt op 30 april 2025.